# Hadena rungsi
Hadena rungsi är en fjärilsart som beskrevs av Yves de Lajonquière 1967. Hadena rungsi ingår i släktet Hadena och familjen nattflyn. Inga underarter finns listade i Catalogue of Life.